# Rubus gracilis
Rubus gracilis — вид квіткових рослин родини трояндових (Rosaceae).

## Поширення
Поширення: Німеччина, Люксембург, Польща, Австрія, Чехія, Словаччина, Словенія, Хорватія, Україна, Білорусь.
В Україні росте у лісах і чагарниках — зрідка в рівнинній частині Карпат, Розточчя-Опілля; наводиться під назвою ожина волохатостебла Rubus villicaulis Köhler ex Weihe.